# Paralepis brevirostris
Paralepis brevirostris är en fiskart som först beskrevs av Parr 1928.  Paralepis brevirostris ingår i släktet Paralepis och familjen laxtobisfiskar. Inga underarter finns listade i Catalogue of Life.